# Бушково (Бидґозький повіт)
Бушково (пол. Buszkowo, нім. Buschkowo, 1943-45: Buschberg) — село в Польщі, у гміні Короново Бидґозького повіту Куявсько-Поморського воєводства.
Населення — 402 особи (2011).
У 1975-1998 роках село належало до Бидгощського воєводства.

## Демографія
Демографічна структура станом на 31 березня 2011 року:
|          | Загалом | Допрацездатний вік | Працездатний вік | Постпрацездатний вік |
| -------- | ------- | ------------------ | ---------------- | -------------------- |
| Чоловіки | 202     | 43                 | 145              | 14                   |
| Жінки    | 200     | 40                 | 123              | 37                   |
| Разом    | 402     | 83                 | 268              | 51                   |